# Rocoroyvo
Rocoroyvo är en ort i Mexiko.   Den ligger i kommunen Uruachi och delstaten Chihuahua, i den nordvästra delen av landet, 1 300 km nordväst om huvudstaden Mexico City. Rocoroyvo ligger 1 795 meter över havet och antalet invånare är 159.
Terrängen runt Rocoroyvo är kuperad österut, men västerut är den bergig. Runt Rocoroyvo är det mycket glesbefolkat, med 2 invånare per kvadratkilometer. Närmaste större samhälle är Aremoibo, 19,7 km sydost om Rocoroyvo. I omgivningarna runt Rocoroyvo växer huvudsakligen savannskog.